# Episodi di Fast Forward (quarta stagione)
La quarta stagione della serie televisiva Fast Forward è composta da dodici episodi.
Già prevista ancor prima della fine delle riprese della precedente, la stagione fu registrata a Vienna e dintorni nel corso del 2011: cinque episodi vennero girati tra il 15 marzo e il 25 maggio, quattro dal 19 luglio e i restanti tre tra ottobre e novembre.
La stagione è stata trasmessa dal canale austriaco ORF eins dal 10 gennaio al 17 aprile 2012, mentre in Italia è andata in onda su LA7d dal 26 dicembre dello stesso anno al 30 gennaio 2013.
I primi 3 film tv sono stati trasmessi su Fox Crime nel 2016, mentre il quarto e stato trasmesso su Rai 4 il 1 febbraio 2025 con la stagione 8.
| nº     | Titolo originale | Titolo italiano          | Prima TV Austria  | Prima TV Italia  |
| ------ | ---------------- | ------------------------ | ----------------- | ---------------- |
| 1      | Ivonne Werner    | Il caso Ivonne Werner    | 10 gennaio 2012   | 26 dicembre 2012 |
| 2      | Horst Bauer      | Il caso Horst Bauer      | 10 gennaio 2012   | 26 dicembre 2012 |
| 3      | Roswitha Thaler  | Il caso Roswitha Thaler  | 17 gennaio 2012   | 2 gennaio 2013   |
| 4      | Jonas Wultz      | Il caso Jonas Wultz      | 31 gennaio 2012   | 2 gennaio 2013   |
| 5      | Wilma Wabe       | Il caso Wilma Wabe       | 7 febbraio 2012   | 9 gennaio 2013   |
| 6      | Konrad Mautsch   | Il caso Konrad Mautsch   | 14 febbraio 2012  | 9 gennaio 2013   |
| 7      | François Legrand | Il caso François Legrand | 6 marzo 2012      | 16 gennaio 2013  |
| 8      | Werner Demscher  | Il caso Werner Demscher  | 13 marzo 2012     | 16 gennaio 2013  |
| 9      | Kurt Swoboda     | Il caso Kurt Swoboda     | 20 marzo 2012     | 23 gennaio 2013  |
| 10     | Tommi Hotarek    | Il caso Tommi Hotarek    | 27 marzo 2012     | 23 gennaio 2013  |
| 11     | Jana Solm        | Il caso Jana Solm        | 10 aprile 2012    | 30 gennaio 2013  |
| 12     | Lucy Haller      | Il caso Lucy Haller      | 17 aprile 2012    | 30 gennaio 2013  |
| Film 1 | Schuld           | Colpa                    | 11 dicembre 2012  | 26 maggio 2016   |
| Film 2 | Erinnern         | Ricordare                | 16 settembre 2014 | 2 giugno 2016    |
| Film 3 | Leben            | Vivere                   | 23 settembre 2014 | 9 giugno 2016    |
| Film 4 | Einsamkeit       | Solitudine               | 6 marzo 2017      | 1 febbraio 2025  |

## Il caso Ivonne Werner
- Titolo originale: Ivonne Werner
- Diretto da: Andreas Kopriva
- Scritto da: Verena Kurth

### Trama
Dopo tre mesi di convalescenza Angelika torna in servizio: durante il funerale della madre di Stefan, una telefonata di Franitschek la informa che dal Canale del Danubio è stato ripescato il corpo di una donna priva della biancheria intima. La vittima – pilota dell'aeronautica – era una ragazza madre alla costante ricerca di un uomo. Mentre l'immaginazione di Angelika le fa vedere ovunque una ragazzina con un nastro rosa tra i capelli, Maya si comporta in maniera strana nei confronti di Kemal.

## Il caso Horst Bauer
- Titolo originale: Horst Bauer
- Diretto da: Andreas Kopriva
- Scritto da: Verena Kurth

### Trama
In un centro demolizioni viene trovato un cadavere stipato nel bagagliaio di un'auto. Si tratta del dipendente di un servizio di vigilanza privata che la notte prestava servizio presso un grande deposito commerciale. Mentre gli sbalzi d'umore di Maya sono sempre più evidenti, Franitschek è costantemente afflitto da un fastidioso dolore al braccio.

## Il caso Roswitha Thaler
- Titolo originale: Roswitha Thaler
- Diretto da: Andreas Kopriva
- Scritto da: Guntmar Lasnig

### Trama
La titolare dell'agenzia di pompe funebri che si era occupata del funerale della madre di Stefan viene rapita e il figlio riceve una richiesta di riscatto di mezzo milione di Euro. La nuora chiede aiuto agli Schnell.

## Il caso Jonas Wultz
- Titolo originale: Jonas Wultz
- Diretto da: Andreas Kopriva
- Scritto da: Guntmar Lasnig

### Trama
Un pensionato viene ucciso da un fulmine mentre porta a passeggio il cane. Angelika scopre che non si tratta di un incidente.

## Il caso Wilma Wabe
- Titolo originale: Wilma Wabe
- Diretto da: Andreas Kopriva
- Scritto da: Fritz Ludl

### Trama
Una donna delle pulizie viene assassinata all'interno del suo appartamento, nel quale Franitschek nota la presenza di un terrario per tartarughe vuoto.

## Il caso Konrad Mautsch
- Titolo originale: Konrad Mautsch
- Diretto da: Michi Riebl
- Scritto da: Fritz Ludl

### Trama
Durante la registrazione di un programma televisivo per bambini sull'Isola del Danubio, il cadavere di un clown viene notato galleggiare nell'acqua.

## Il caso François Legrand
- Titolo originale: Francois Legrand
- Diretto da: Michi Riebl
- Scritto da: Verena Kurth

### Trama
Un consulente finanziario francese viene ucciso nel suo ufficio. La vittima aveva precedenti per truffa e la sua società non navigava in buone acque. La scomparsa di Anna Haller dà modo ad Angelika di prendere in mano il caso di sua sorella Lucy.

## Il caso Werner Demscher
- Titolo originale: Werner Demscher
- Diretto da: Michi Riebl
- Scritto da: Stefan Hafner e Thomas Weingartner

### Trama
Un prete viene impiccato ad una vetrina e sul suo cadavere viene appeso un cartello che lo definisce un assassino. Mentre Angelika riceve da Ulrich una sorprendente proposta di matrimonio, Stefan cerca di metabolizzare l'addio di Susanne.

## Il caso Kurt Swoboda
- Titolo originale: Kurt Swoboda
- Diretto da: Michi Riebl
- Scritto da: Katharina Hajos e Constanze Fischer

### Trama
Un uomo in mutande acconciato da Babbo Natale viene trovato morto nell'appartamento in cui incontrava la sua amante. Mentre Maja è costretta a riposo, una giovane leva assiste con solerzia i due ispettori nella risoluzione del caso. Jan è in procinto di partire per il Burgenland con la sua ragazza e Angelika vorrebbe che Stefan lo informasse adeguatamente sul sesso.

## Il caso Tommi Hotarek
- Titolo originale: Tommi Hotarek
- Diretto da: Michi Riebl
- Scritto da: Katharina Hajos e Constanze Fischer

### Trama
In una teca per scarafaggi dello zoo, un bambino nota la presenza di un orecchio. Il caso porta ad un ex cantante pop di successo finito in disgrazia che ambiva a tornare in auge. Mentre Maja trova la maniera di tornare operativa, Angelika presenta Ulrich ai figli.

## Il caso Jana Solm
- Titolo originale: Jana Solm
- Diretto da: Michi Riebl
- Scritto da: Verena Kurth

### Trama
Mentre Angelika si prepara a declinare la proposta di matrimonio di Ulrich, in una cella frigorifera viene ritrovato il cadavere di una ragazzina, sgozzata e appesa a testa in giù. Sul corpo sono presenti segni di morsi e su un tavolo un bicchiere con del sangue.

## Il caso Lucy Haller
- Titolo originale: Lucy Haller
- Diretto da: Michi Riebl
- Scritto da: Verena Kurth

### Trama
Dopo la telefonata di Fichtner, Angelika e Franitschek trovano nel giardino del sospettato un nascondiglio sotterraneo dove era stata tenuta nascosta la piccola Anna Haller. Nonostante il maggiore Kleber le abbia sottratto il controllo dell'indagine, la Schnell continua le ricerche di Fichtner. Come lui, anche Ulrich Larsen sembra sparito.